# زامبی نیشن
زامبی نیشن (به آلمانی: Zombie Nation) یک طرح تکنو و الکتروی آلمانی فلورین سنفتر دی‌جی و تهیّه‌کنندهٔ موسیقی مقیم مونیخ است.

## پیشینه
نخستین اثر منتشر شدهٔ زامبی نیشن، یک EP پنج‌آهنگه بود که در بهار سال ۱۹۹۹  تحت لیبل دی‌جی هل، اینترنشنال دی‌جی گیگولو رکوردز منتشر شد. ریمیکسی از ترانهٔ کرنکرافت ۴۰۰ که در این EP بود، در سراسر جهان به رده‌های بالای جداول فروش موسیقی راه یافت؛ از جمله در بریتانیا به رتبهٔ ۲ رسید.